# Being Elmo: A Puppeteer's Journey
Being Elmo: A Puppeteer's Journey es un documental estadounidense de 2011 dirigido por Constance Marks. Se centra en la vida de Kevin Clash, el titiritero encargado de dar vida a Elmo, uno de los personajes más populares del programa de televisión Sesame Street. El documental es narrado por Whoopi Goldberg.

## Descripción
El documental narra la vida de Kevin Clash, el titiritero que interpreta a Elmo en el programa de televisión Sesame Street. El filme incluye entrevistas de su familia, sus compañeros titiriteros y otras personas relacionadas con su trabajo.
Clash creció en la ciudad de Baltimore (Maryland), dentro de una familia afroamericana sin mayores recursos económicos. Uno de sus pasatiempos de infancia era mirar televisión, incluyendo programas como The Wonderful World of Disney y Captain Kangaroo. Cuando Sesame Street fue emitido por primera vez en 1969, se interesó en las marionetas y en cómo funcionaban. Una de sus inspiraciones fue Jim Henson, creador de The Muppets. Clash comenzó a hacer sus propias marionetas y a actuar ante los niños de su vecindario, trabajando además en hospitales y eventos a beneficio. 
Aprovechando un viaje de estudios a Nueva York, Clash se reunió con Kermit Love, un diseñador de marionetas que trabajaba junto a Henson. En su taller, Love le explicó la forma en que confeccionaban a los personajes y los materiales que utilizaban. Clash conoció a Jim Henson el año que se estrenó la película The Muppet Movie, ya que Love le ofreció trabajar como titiritero en el desfile del Día de Acción de Gracias de Macy's. En aquella ocasión estuvo a cargo de manejar al Monstruo de las Galletas, en el carro alegórico de Sesame Street.
Tras graduarse de la secundaria, Clash viajó a Nueva York para trabajar en los programas Captain Kangaroo y The Great Space Coaster. Luego que los programas fueron cancelados a mediados de los años 80, Clash participó en la película Labyrinth, dirigida por Jim Henson. Tras su trabajo en la cinta, el titiritero se unió al equipo de Sesame Street. Mientras trabajaba en aquel programa asumió el rol de interpretar a Elmo, un personaje que había sido controlado por otros titiriteros con anterioridad pero que no tuvo mayor popularidad. Clash se encargó de cambiar la voz y personalidad del personaje, quien con los años fue adquiriendo más protagonismo.

## Recepción
Being Elmo: A Puppeteer's Journey obtuvo una respuesta positiva por parte de la crítica cinematográfica. El filme posee un 94% de comentarios "frescos" en el sitio web Rotten Tomatoes, basado en un total de 50 críticas, y una puntuación de 71/100 en Metacritic. Neil Genzilnger del periódico The New York Times sostuvo que "es una historia ganadora acerca de la persistencia y creatividad tras uno de los rostros más famosos y peludos en el mundo".